# Aeologramma
Aeologramma is een geslacht van vlinders van de familie uilen (Noctuidae), uit de onderfamilie Hadeninae.

## Soorten
- A. bellissima Draudt, 1950
- A. picatum Butler, 1892